# عقابا (طوباس)
عقابا  قرية فلسطينية من قرى الضفة الغربية وتتبع طوباس، ومن القرى التي وقعت في حرب 1967.

## التسمية
هناك رأيان في سبب تسمية «عقابا» هما: أنها سميت نسبة إلى طبيعتها الوعرة، والرأي الآخر يقول أن الأهالي كانوا يعتقدون بوجود ولّي اسمه «عقب» وله شجرة سميت باسمه.

## التاريخ
يعود تاريخ بلدة عقابا إلى فترة زمنية قديمة حيث كان عدد سكانها قليل جداً وبيوتها معدودة فقد اعتمد سكانها قديماً بشكل رئيسي على الزراعة وما زالت الزراعة إلى الآن تحتل أهمية كبيرة فيها، وتمتاز بطبيعتها الجبلية الوعرة وتقوم مساحة كبيرة من القرية على كهوف وآثار قديمة تمتد لتغطي ثلث مساحة القرية ويوجد في القرية آثار بيوت قديمة مما يؤيد المقولة بأن القرية قامت على أنقاض قرية أخرى هدمت بسبب الردم أو الطوفان أو لأسباب أخرى.
وقد كانت عقابا من المناطق التي سكنها الرومان القدماء وخير شاهد على ذلك كثرة أشجار الزيتون الرومي المنتشرة في البلدة وأيضاً وجود معالم أثرية رومانية على شكل كهوف منحوتة في الصخر وهي من الداخل عبارة عن غرف يصل إليها ممرات ضيقة على شكل زوايا قائمة ويوجد بها كذلك قبور منحوتة في الصخر.
تاريخياً: شهدت بلدة عقابا نكسة العام 1967 وهجر العديد من أهل البلدة إلى الضفة الشرقية وتعرضت البلدة كسائر بلدات وقرى ومدن ومخيمات الوطن إلى الاعتداءات المتواصلة من قبل الاحتلال الإسرائيلي، وبُنيت فوق ارضها مستعمرة «عيريت» الإسرائيلية والتي أزيلت مؤخرا إثر اتفاقات السلام.

## الجغرافيا
تقع بلدة عقابا في شمال شرق الضفة الغربية على خط احداثي محلي شمالي 195.26 م وخط احداثي محلي شرقي 183.25 م، في منتصف المسافة بين مدينتي جنين ونابلس وتبعد عن مدينة جنين حوالي 20 كلم جنوباً ويحدها من الغرب قريتي صير والجديدة ومن الشرق سلحب ومن الجنوب طوباس ومن الشمال الكفير والزبابدة ورابا، ومن مميزات موقع عقابا انها أعلى نقطة في محافظة طوباس وجبل الأحراش أعلى من البلدة بأمتار قليلة حيث ترتفع عن مستوى سطح البحر حوالي 750 متر، ويمر من عقابا شارع رئيسي يربط شمال الضفة بوسطها بالأغوار. تشرف عقابا من جهتها الشرقية على جبال عجلون الأردنية وعلى العفولة والناصرة وجبل الشيخ من الجهة الشمالية وعلى مرج صانور ويمكن رؤية البحر المتوسط في ظروف الجو الصافية من جهتها الغربية. أما الجهة الجنوبية الغربية فيساندها جبل الأقرع المكسو بأشجار الصنوبر والزيتون.
تبلغ مساحة البلدة حوالي 6900 دونم بالإضافة إلى حوالي 250 دونما من الأحراج المحفوظة والمزروعة بأشجار الصنوبر، وتبلغ مساحة جذر البلد «البلدة القديمة والبيادر» حوالي 302 دونما، وباقي أراضي البلدة مفرزة باحواض رسمية، ومساحة الأراضي المبنية حوالي 660 دونم.
ومن الغرب صير، ومن الشمال الزبابدة، ومن الجنوب الفارعة، وتبلغ المساحة الكلية لأراضي البلدة حوالي 6500 دونم تحتل البيوت السكنية منها حوالي 500 دونم والأراضي الوعرة وغير الصالحة للزراعة حوالي 400 دونم أما باقي المساحة فهي أراض زراعية تزرع بمختلف المزروعات والأشجار.

## السكان
يبلغ عدد سكان بلدة عقابا حالياً حوالي 10000 نسمة، منهم حوالي 48.9% أعمارهم أقل من 15 عاماً، و42.5% من الإناث هن في سن الانجاب، أما نسبة المتزوجين في عقابا فهي 53.2% للذكور و60.8% للإناث.

## الآثار
من مميزات بلدة عقابا آثارها القديمة والمتعددة خصوصاً «المسجد القديم» الذي يعتقد أنه بناء قديم بُني منذ الفي عام، ويوجد في عقابا العديد من المغاور والكهوف والمقابر التاريخية القديمة والمعاصر القديمة والآبار وهناك أشجار الزيتون الرومانية الضخمة وشجرة الفلفلة وسط البلدة وشجرة «عقب»، هذا عدا عن الأبنية التي سكنها أجدادنا والتي لا زالت ماثلة حتى الآن.

## البنية التحتية
يوجد في عقابا خدمات الكهرباء والمياه وجمع النفايات وشبكة طرق داخلية مميزة وكذلك شبكة هاتف، وبالنسبة لخدمة الكهرباء فإن هذه الخدمة متوفرة 24 ساعة ويوجد إنارة في الشوراع الرئيسية والفرعية وتغطي شبكة الكهرباء 98% من البلدة وتتغذى البلدة بالكهرباء من شركة الكهرباء القطرية الإسرائيلية (بيسان)، اما شبكة المياه فتغطي ما نسبته 90% من البلدة ويستفيد منها أكثر من ثلثي السكان وتزود سلطة المياه الفلسطينية عقابا بالمياه، إلا أن كميات المياه الواصلة للبلدة لا تغطي حاجة السكان الفعلية ويستخدم سكان البلدة مياه الشبكة لأغراض الشرب والاستخدام المنزلي فقط، أما النفايات فهناك حاويات موزعة وتجمع يومياً بواسطة سيارة النفايات ومن ثم يتم حرقها في موقع يبعد عن البلدة حوالي 6 كلم عن عقابا، أما مياه الصرف الصحي فيتم التخلص منها في أودية تبعد 2 كلم عن مركز البلدة، ويربط عقابا شبكة شوارع بالقرى المحيطة إلا ان هذه الشوارع بحالة سيئة نتيجة الاجتياحات الإسرائيلية واتدمير اجزاء منها وفي عقابا شبكة شوارع وطرق داخلية وزراعية ممتدة على كافة مناطق البلدة واراضيها الزراعية وفي عقابا مبنى بلدية ومبنى للصحة وأربع مدارس ومسجدين.

## التعليم
يتوفر في بلدة عقابا كافة المراحل التعليمية، وبها مدراس لكلا الجنسين، أما نسبة الأمية فتقدر بنسبة 13% وهي بتناقص مستمر.
ويوجد في عقابا اربع مدارس:
- مدرسة عقابا الثانوية للبنين
- مدرسة ذكور عقابا الأساسية
- المدرسة الخضراء للبنات
- مدرسة بنات عقابا الأساسية
- مدرسة ذكور ابن الهيثم الأساسية
- مدرسة بنات عقابا الاساسية العليا

ويبلغ مجمل عدد الطلاب والطالبات في المدارس حوالي 2000 طالب وطالبة، ويوجد في المدارس حالياً طواقم مميزة من المعلمين والمعلمات ويوجد أيضاً في الدارس العديد من المرافق كالملاعب والساحات والوحدات الصحية والمختبرات والمقاصف، وتفتقر المدارس إلى الغرف الصفية ومختبرات حاسوب متكاملة والمختبرات العلمية وصالة رياضية.
وبالنسبة للتعليم الجامعي والمعاهد والكليات فقد خطت عقابا شوطاً كبيراً ومميزاً من حيث عدد الطلبة الجامعيين ونوعيتهم، وتبلغ نسبة الأفراد الذين يحملون درجة البكالوريوس حوالي 3.1% ويبلغ عدد الطلبة الجامعيون حوالي 270 طابا وطالبة، موزعين على جامعات وكليات الوطن وفي كافة التخصصات العلمية والإنسانية، وهناك عدد منهم يدرسون خارج الوطن أيضاً.
أما في مجال رياض الأطفال فيوجد في عقابا ثلاث رياض للأطفال ويقدر عدد الأطفال المنتسبين إليها حوالي 300 طفلاً.

## الصحة
يوجد في عقابا عيادة صحية تابعة لوزارة الصحة وبدوام جزئي، لذلك يبدو النقص واضحاً ما بعد الدوام الرسمي للعيادة، لذلك تبقى الخدمات في كامله لا ترتقي إلى احتياجات السكان في البلدة وخاصة في مجال رعاية الأمومة والطفولة وكذلك رعاية الأم بعد الولادة ورعاية الطفل في السنوات الولى والحالات التي تحتاج إلى مراقبة دائمة وتفتقر البلدة إلى سيارة اسعاف ووحدة طوارئ.

## الاقتصاد
لقد تأثرت البلدة نتيجة الحصار والاغلاقات وبناء جدار الفصل العنصري حيث كان يعتمد حوالي 75% من عمال البلدة على العمل داخل الخط الأخضر، وكذلك يعاني المزارعون ومربو الماشية من ظروف متغيرة وصعبة نتيجة ارتفاع اثمان الأسمدة والأعلاف والمستلزمات الزراعية وتذبذب أسعار المنتجات الزراعية، وبذلك فأن الظروف المعيشية متردية لغالبية سكان البلدة.

### الزراعة
يهتم أهالي البلدة بالزراعة اهتماماً خاصاً، وتعتبر الزراعة من مصادر رزق الأهالي خاصة زراعة الحبوب كالقمح والشعير والبيقيا والبرسيم والحمص والعدس وغيرها، وكذلك زراعة الزيتون واللوزيات، وحديثاً يوجد في البلدة العديد من البيوت البلاستيكية تتجاوز 80 بيتً تزرع بالخضروات كالبندورة والخيار والفاصولياء، إلاذ أن زراعة البيوت البلاستيكية تعاني من نقص المياه وزيادة تكاليف نقل الصهاريج لريها وبالتالي ارتفاع تكاليف الإنتاج على المزارع.
أما الثروة الحيوانية فهناك العديد من مربي المواشي ويبلغ عدد المواشي من الماعز والأغنام حوالي 2100 رأس وعدد الأبقار حوالي 70 رأساً، عدا عن تربية الدواجن خصوصاً الدجاج اللاحم وتربية النحل.

### الصناعة
لا زالت الصناعة في بداية طريقها في عقابا وسبب ذلك العقبات الاقتصادية الكثيرة مثل التسويق وارتفاع التكاليف والمواد الخام، إلاّ انه يوجد في عقابا بعض الصناعات اليدوية مثل صناعة الأجبان والألبان والمخللات ونباتات الزينة والورود، وهناك بعض الصناعت مثل الحدادة والنجارة والألمنيوموصناعة الكعك والخبز ويوجد مصانع جديدة للتمر وتعبئة المياه

### التجارة
يوجد في عقابا حركة تجارية نشطة نوعاً ما ومتنوعة خصوصاً تجارة الحبوب والقش والتبن والزيت والخضروات والماشية وهناك معصرة الزيتون الحديثة والمخابز الآلية ومطاحن الدقيق ومستودعات الحبوب والزيت والمطاعم ومحلات الجزارة والمجمدات ومنتجات الألبان ومحلات البقالة والخضار والألبسة ومحطة للمحروقات وأخرى لخدمة المركبات، فقد بلغ عدد المنشآت الاقتصادية حوالي 75 وكلها للقطاع الخاص منها 9 منشآت تحويلية.

## القطاع الحكومي
اهتم الشباب مؤخراً بالعمل في الوظائف الحكومية التابعة للسلطة الوطنية الفلسطينية كالوظائف المدنية والعسكرية ويعتمد حوالي 400 شخصاً على هذه الوظائف.

## التطور الإداري الحديث
بدأت عقابا وكسائر بلدات الوطن منذ أوائل الستينيات وتحديداً في العام 1965 م ضمن مجلس مشاريع خاص بالقرية وتبع ضمنياً للجنة المشتركة الأردنية في ذلك الوقت وكانت تضم العديد من وجهاء البلدة آنذاك الذين عملوا بتفاني واخلاص وبدأو مسيرة البناء الأولى:
- عزت محمود سعيد غنام «ابوهاني» رئيساً
- محمد مسعود اسعد أبوعرة «ابوبسام» ن/الرئيس
- المتوفي: نايف مصطفى محمد أبوعرة«أبوسميح» عضواً
- عوض خلف عوض غنام «ابوحافظ» عضواً
- محمود أحمد سلامة «أبو محمد» عضواً
- محمود أحمد بدوي «ابووليد» عضواً
- فايز شحادة مصري «ابومعروف» عضواً
- عبد اللطيف عبد قاسم أبوعرة «ابوالشريف» عضواً
- حسن أحمد غنام «أبو رضا» عضواً

واستمرت اللجنة أعلاه في عملها ومع احتلال الضفة الغربية من قبل إسرائيل تحولت اللجنة إلى «لجنة مشاريع» تعمل في خدمة أهل القرية وأنجزت أكثر أهم ثلاثة مشاريع آنذاك وهي: - بناء مدرستين للإناث والذكور.
- مشروع الكهرباء (شبكة ومولدات منذ العام 1979)
- مشروع المياه (شبكة وخزان)
- - ومع قدوم السلطة الوطنية الفلسطينية تقرر تحويل لجنة المشاريع إلى «مجلس قروي عقابا» في العام 1997 وبالاعضاء السابقين للجنة مع بعض الاعضاء الجدد وهم السادة:
- أحمد نمر أبو عرة
- محمد حامد صالح غنام
- محمد حسين أبو عرة